# Толмачов Віктор Ілліч
Віктор Ілліч Толмачов (11 серпня 1934, Курськ — 7 червня 2018) — радянський авіаконструктор, що працював у КБ Антонова. Брав участь в розробці більшості літаків серії «Ан», один з творців Ан-124 «Руслан» і Ан-225 «Мрія».

## Біографія
Віктор Ілліч Толмачов народився 11 серпня 1934 р. в Курську. З дитячих років захопився авіацією, займав призові місця в змаганнях з авіамодельного спорту.
У 1959 закінчив з відзнакою Харківський авіаційний інститут і в 1964 році розпочав роботу в КБ Антонова інженером-конструктором.
У 1964—1971 рр. — начальник бригади перспективних розробок ОКБ Антонова.
У 1971—1983 рр. — провідний конструктор проекту створення літака Ан-124.
У 1983—1986 рр. — заступник головного конструктора по літаку Ан-124.
У 1986—1992 рр. — головний конструктор літаків Ан-124 «Руслан» і Ан-225 «Мрія».

Могила Віктора Толмачова, Берковецьке кладовище

Віктор Ілліч Толмачов присвятив вітчизняної авіації понад п'ятдесят років життя, брав участь в розробці і створенні практично всіх Антонівських літаків і їх модифікацій — Ан-2, Ан-14, Ан-8, Ан-10, Ан-12, Ан-24,  Ан-22, Ан-26, Ан-32, Ан-28, Ан-124 «Руслан» і Ан-225 «Мрія».
У 1991—2018 рр. Віктор Ілліч Толмачов був технічним директором авіакомпанії «Волга-Дніпро». За рекордні три місяці 1992 року «Волга-Дніпро», УАПК «Авіастар» і АНТК імені О. К. Антонова провели цивільну сертифікацію Ан-124; літак отримав позначення Ан-124-100.
7 червня 2018 року Віктор Толмачов помер після важкої хвороби у 83-річному віці. Похований в Києві, на Берковецькому кладовищі (ділянка № 38, 50°29′48.10″ пн. ш. 30°23′38.80″ сх. д. / 50.4966944° пн. ш. 30.3941111° сх. д.).

## Нагороди
У 1992 став лауреатом Державної премії України за створення Ан-124.

## Звання
У 1997 обраний членом Російської академії природничих наук.
У 1998 став членом Міжнародної академії авторів наукових відкриттів і винаходів.